# David I. Anhogin
David I. Anhogin (armensko Դավիթ Ա Անհողին, latinizirano: David I. Anhogin, dob. 'David I. Brez zemlje') je bil drugi kralj armenskega  Kraljestva Tašir-Dzoraget  in vladal v letih 989—1048. * ni znano, † okoli 1048. 
David je bil iz dinastije Kjurikidov, mlajše veje armenske kraljeve dinastije Bagratidov. Vzdevek Brez zemlje se nanaša na začasno izgubo dežel, ki jih je utrpel po porazu v vojni s kraljem Anija.

## Biografija

### Poreklo
David je bil sin Kjurika/Gurgena I., ustanovitelja kraljestva Tašir-Dzoraget in dinastije Kjurikidov. Bil je vnuk armenskega kralja Ašota III. iz dinastije Bagratidov in bratranec zadnjega kralja Anija Gagika II.

### Vladanje
David I. je prestol podedoval od svojega očeta Gurgena I. leta 989. 
Zgradil je mesto-trdnjavo Lori (Lore), ki je leta 1065 postala prestolnica kraljestva Tašir-Dzoraget,  in druge obrambne zgradbe. Pod Davidom je kraljestvo doseglo vrhunec. Razširil ga je na ozemlja sosednjih držav, predvsem na emirata Tiflis in Gandža. Zasedel je tudi tifliško mesto Dmanik (Dmanisi) in emirju vsilil svojo suverenost.
Leta 1001 se je David uprl kralju (šahinšahu) Gagiku I. Bagratuniju, da bi dosegel popolno neodvisnost Tašir-Dzorageta od kraljev Anija, a je po hudem porazu izgubil skoraj vse svoje posesti in dobil vzdevek 'Brez zemlje'. Na prestol se mu je uspelo vrniti šele po priznanju nadoblasti kralja Gagika. 
David se je vojskoval proti muslimanskim emirjem, ki so ogrožali severne province Armenije, in leta 1030 pomagal gruzijsko-abhaškemu kralju Bagratu IV. na njegovem pohodu proti ganškemu emirju Fadlu. 
Leta 1040 je s pomočjo armenskega kralja Hovhannes-Smbata, kralja Sjunika in Bagrata IV. premagal čete dvinskega emirja Abu-l-Asvarja, ki so napadle kraljestvo. 
David Brez zemlje je po smrti Hovhannesa-Smbata leta 1041 in 1042 dvakrat neuspešno poskušal zavzeti prestolnico Armenije in celo zasesti prestol armenskega kraljestva, ki je pripadal starejši veji Bagratidov.
Po ujetništvu kralja Gagika II., zadnjega armenskega kralja iz starejše veje Bagratidov, v Konstantinoplu so prebivalci Anija želeli mesto predati Davidu, vendar se ti načrti niso uresničili.
David je umrl leta 1048. Njegov naslednik je postal sin Gurgen (Kjurike) II.